# Guerrilla War (videojuego)
Guerrilla War, lanzado en Japón como Guevara (ゲバラ) es un videojuego de run and gun visto desde arriba, desarrollado y distribuido por SNK. Lanzado originalmente en 1987 como un juego de arcade, Guerrilla War fue porteado a Amstrad CPC, Apple II, Commodore 64, MS-DOS, Nintendo Entertainment System, PlayStation Network, y ZX Spectrum.

## Trama
Guerrilla War sigue las aventuras de dos comandos rebeldes sin nombre (Che Guevara y Fidel Castro en la versión japonesa) que asaltan una isla caribeña para liberarla del dominio de un dictador. A lo largo del camino los jugadores vencerán hordas de soldados enemigos para intentar rescatar rehenes (con penalizaciones de puntos por cada rehén asesinado), recolectando armas de las tropas y manejando tanques.

## Lanzamientos
La versión de arcade, lanzada por SNK en 1987, siguió el formato de Ikari Warriors (1986). Contando con palancas de ocho direcciones, el juego permitía a los jugadores mover a su personaje en una dirección y disparar a otra.
El juego fue moderadamente exitoso, ya que tuvo ports para consolas hogareñas. Data East lanzó ediciones hogareñas para PC, Commodore 64 y Apple II, mientras que Imagine Software distribuyó los ports de Amstrad CPC y ZX Spectrum en Europa. SNK distribuyó internamente una versión para la consola NES/Famicom de 8-bit. Debido a los límites de las plataformas hogareñas, sus versiones no contaron con palancas rotativas. Tanto la versión de arcade como las de consolas fueron incluidas en la colección del 40° aniversario de SNK para Nintendo Switch, PlayStation 4, y Xbox One.
El juego simultáneo de dos jugadores, los créditos ilimitados, y la acción frenética de la versión de NES le dio una ventaja sobre su predecesor. Recibió una calificación perfecta de 5 estrellas en el libro Ultimate Nintendo: Guide to the NES Library 1985–1995, y también se encuentra disponible en la PlayStation Network. Esta versión contó con una portada hecha por Marc Ericksen, quien también fue responsable de la ilustración de la portada de Ikari Warriors III: The Rescue y P.O.W.

## Conexión con Che Guevara
Como indica el título original, el juego está basado en las hazañas del revolucionario Che Guevara, y la derrota del régimen de Batista en Cuba a finales de los años 50. Además, el personaje del segundo jugador era Fidel Castro. Esta aparición de Castro fue calificada quinta en el top diez políticos en los videojuegos de Electronic Gaming Monthly. No obstante, por miedo a los sentimientos anticomunistas de occidente, SNK hizo una localización del diálogo del juego y el manual de instrucciones para los lanzamientos norteamericano y europeo. La versión de Guevara lanzada para la Famicom japonesa es un ítem buscado por muchos coleccionistas de videojuegos.

## Recepción
En Japón, Game Machine clasificó a Guerrilla War en su número del 15 de enero de 1988 como el noveno juego de arcade más exitoso del mes.